# Hakumei to Mikochi
Hakumei to Mikochi (ハクメイとミコチ? lett. "Hakumei e Mikochi") è un manga seinen scritto e disegnato da Takuto Kashiki, serializzato sulla rivista Harta di Enterbrain dal 30 aprile 2011. Un adattamento anime, prodotto da Lerche, è stato annunciato ad agosto 2017.

## Trama
In una foresta abitata da minuscole creature umane e animali parlanti, la storia si concentra sulla vita quotidiana e le avventure di Hakumei e Mikochi, due piccole ragazze che vivono insieme in una casa su un albero.

## Manga
Il manga, scritto e disegnato da Takuto Kashiki, ha iniziato la serializzazione sulla rivista Harta (inizialmente Fellows!) di Enterbrain il 30 aprile 2011. Il primo volume tankōbon è stato pubblicato il 15 gennaio 2013 e al 14 gennaio 2017 ne sono stati messi in vendita in tutto cinque.
| Nº | Data di prima pubblicazione | Data di prima pubblicazione | Data di prima pubblicazione |
| Nº | Giapponese                  | Giapponese                  |                             |
| -- | --------------------------- | --------------------------- | --------------------------- |
| 1  | 15 gennaio 2013             | ISBN 978-4-04-728634-4      |                             |
| 2  | 14 gennaio 2014             | ISBN 978-4-04-729394-6      |                             |
| 3  | 15 gennaio 2015             | ISBN 978-4-04-730154-2      |                             |
| 4  | 15 gennaio 2016             | ISBN 978-4-04-730926-5      |                             |
| 5  | 15 gennaio 2016             | ISBN 978-4-04-734413-6      |                             |

## Anime
La serie televisiva animata di 12 episodi per la regia di Masaomi Andō è stata trasmessa a partire dal 12 gennaio 2018.
| Nº | Titolo italiano Giapponese 「Kanji」 - Rōmaji | In onda          | In onda |
| Nº | Titolo italiano Giapponese 「Kanji」 - Rōmaji | Giapponese       |         |
| 1  | Rosso di ieri 「きのうの茜」 - Kinō no AkaneLa canzone marinara del mercato 「舟歌の市場」 - Funauta no Ichiba | 12 gennaio 2018  |         |
| 2  | Le due principesse canore 「ふたりの歌姫」 - Futari no UtahimeLa lampadina 「ガラスの灯」 - Garasu no AkariUna caffetteria 「一服の珈琲」 - Ippuku no Kōhī                                                             | 19 gennaio 2018  |         |
| 3  | Cielo stellato e Ponkan 「星空とポンカン」 - Hoshizora to PonkanUna giornata di lavoro 「仕事の日」 - Shigoto no Hi | 26 gennaio 2018  |         |
| 4  | Una giornata di lavoro 2 「仕事の日2」 - Shigoto no Hi 2L'Assiolo e leggende folkloristiche 「ミミズクと昔話」 - Mimizuku to Mukashibanashi                                                                            | 2 febbraio 2018  |         |
| 5  | La Sede dell'Associazione lavoratori 「組合の現場」 - Kumiai no GenbaGrandi pietre e pietre di giunta 「大岩と飼い石」 - Ōiwa to Kai Ishi                                                                              | 9 febbraio 2018  |         |
| 6  | La parrucchiera dell'uovo 「卵の美容師」 - Tamago no biyōshiGiorno libero 「と休みの日」 - To yasumi no hiUna giornata diversa per la parrucchiera dell'uovo 「卵の美容師 - 別の日」 - Tamago no Biyōshi - Betsu no Hi | 16 febbraio 2018 |         |
| 7  | Una scala tra i rami dell'albero 「樹上の梯子」 - Jujō no HashigoStile cittadino 「都会的な生活」 - Tokai-tekina SeikatsuFoto di un sorriso 「笑顔の写真」 - Egao no Shashin                                           | 23 febbraio 2018 |         |
| 8  | Una lunga giornata 「長い一日」 - Nagai Ichinichi | 2 marzo 2018     |         |
| 9  | Il ritmo del fondo del fiume 「水底のリズム」 - Minasoko no RizumuTintura su precisa richiesta 「凝り性の染め物」 - Korishō no Somemono                                                                                | 9 marzo 2018     |         |
| 10 | Bagno all'aperto di bambù 「竹の湯」 - Take no YuDaikon (ravanello giapponese) e Pipa 「大根とパイプ」 - Daikon to Paipu                                                                                               | 16 marzo 2018    |         |
| 11 | Treno notturno 「夜越しの汽車」 - Yorugoshi no KishaPioggia e Tenkara (pesca con la mosca di dieci colori) 「雨とテンカラ」 - Ame to Tenkara                                                                           | 23 marzo 2018    |         |
| 12 | Un ricordo di capelli rossi 「紅髪の記憶」 - Kurenai kami no kioku | 30 marzo 2018    |         |